# レスター・バード

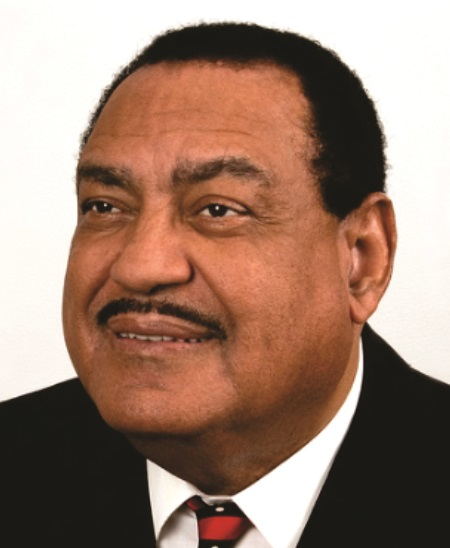
レスター・バード

レスター・ブライアント・バード（英語: Lester Bryant Bird、1938年2月21日 - 2021年8月9日）は、アンティグア・バーブーダの政治家。同国首相（第2代、1994年3月9日 - 2004年3月24日）、下院議員、アンティグア労働党党首を務めた。

## 概要
1938年2月21日、アメリカ合衆国ニューヨーク州のニューヨーク市で生まれた。1994年から2004年までアンティグア・バーブーダの首相だった。彼は1971年から1993年までアンティグア労働党の議長で、父であるヴェア・バードが首相を辞した時、代わって首相になった。
彼の政権は1994年と1999年の選挙に勝った。2003年に彼の政権は一時期少数与党に陥った。2004年3月の選挙で彼の政権はボールドウィン・スペンサー率いる統一進歩党に敗れた。彼の党は8議席を失い、また彼自身も統一進歩党政権で財務相となるエロール・コートに選挙区で敗れ、議席を喪失した。
2021年8月9日午前6時に83歳で死去。